# Иисус из Назарета: от Крещения в Иордане до Преображения
«Иису́с из Назаре́та: от Креще́ния в Иорда́не до Преображе́ния» (нем. Jesus von Nazareth. Von der Taufe im Jordan bis zur Verklärung) — книга папы римского Бенедикта XVI, посвящённая Иисусу Христу, издана в 2007 году.

## История создания и публикация
Задумка книги об Иисусе Христе у кардинала Йозефа Ратцингера появилась в 2003 году, в том же году началась работа над книгой. Данная книга является первой частью объёмного труда о личности Иисуса и охватывает период от Крещения до Преображения. В предисловии папа прямо заявляет, что его труд «не является официальным документом», а представляет собой его личные размышления о Боге:

«…эта книга не является официальным директивным документом, но представляет собой частный труд, отражающий мои личные искания „лица Господня“ (ср. Пс. 26:8). Именно поэтому всякий, кто захочет, может мне возразить».

## Оценки
Немецкий католический теолог Томас Зёдинг писал: «то, что папа, наместник Христа на земле, не формулирует некую догму, а представляет на суд общественности свои богословские размышления об Иисусе, можно рассматривать как настоящую революцию».
Американский исследователь Ричард Хейз положительно отозвался о попытке Бенедикта XVI найти общее между христологией и историческим Иисусом: «в этой книге — концентрированная мудрость человека, посвятившего себя молитве и глубоким размышлениям о неразрывной связи Иисуса с Отцом Небесным». Вместе с тем Хейз критиковал автора за то, что он преимущественно ссылается на учёных XX века (Иоахим Иеремиас, Рудольф Шнаккенбург и Чарльз Додд), а также за игнорирование исследований более поздних учёных, таких как Эд Пэриш Сандерс, Николас Томас Райт, Дейл Эллисон, Джон Пол Мейер и Раймонд Браун. Он также отмечает, что понтифик слишком акцентирует внимание на Евангелии от Иоанна, используя синоптические Евангелия только для интеграции повествования Иоанна.
Венгерский исследователь раннего христианства и иудаизма Геза Вермеш критически отозвался о книге Ратцингера, обвинив папу в незнании последних достижений в области изучения Нового Завета: «в книге „Иисус из Назарета“,<…>, папа заявляет, что евангельский Христос — это исторический Иисус, тем самым переводя часы назад на несколько столетий».
Немецкий теолог и библеист Герд Людеман раскритиковал высказанное в книге папой Бенедиктом утверждение о том, что Иисус из Назарета являлся Сыном Божиим в соответствии с Евангелиями. Позицию Людемана раскритиковал немецкий теолог, профессор Гейдельбергского университета Клаус Бергер, который приветствовал методологические предложения Бенедикта.
В 2023 году митрополит Русской православной церкви Иларион (Алфеев) вспоминал, что «замечательная книга „Иисус из Назарета“ папы Бенедикта» сподвигла его на написание собственной книги об Иисусе Христе.